# Los Verdes-Grupo Verde
Los Verdes-Grupo Verde (LV-GV) és un partit polític de caràcter ecologista fundat l'abril de 1994 i promou iniciatives a favor del medi ambient, la pau, l'equilibri Nord-Sud, i antinacionalista. Se'l considera vinculat a la ultradreta. No forma part del Partit Verd Europeu. El seu líder és el negacionista de la COVID-19 Esteban Cabal Riera.
S'han presentat a les eleccions al Parlament Europeu de 1994, 1999 i 2004, a les eleccions generals espanyoles de 1996 i 2000 van obtenir 20.618 vots, a les municipals i autonòmiques de 1996, 1999 i 2003. Tenen força política a Madrid i representants electes a alguns ajuntaments. Va obtenir 109.567 vots en les eleccions al Parlament Europeu de 1994, 138.821 vots en les eleccions europees de 1999 i 66.060 en les eleccions europees del 2004.
El 15 de març de 2006 van formar part de la Mesa d'Unitat dels Verds per tal de presentar una sola llista a les municipals i autonòmiques de 2007. A les eleccions generals espanyoles de 2008 van obtenir 45.429 vots (0,13% dels vots). Va concórrer a les eleccions generals espanyoles de 2015, 2016, i abril i novembre de 2019, i a les eleccions al Parlament de Catalunya de 2017 en coalició amb la formació antinacionalista Retallades Zero.